# Le Cas du docteur Laurent
Le Cas du docteur Laurent is een Franse film van Jean-Paul Le Chanois die werd uitgebracht in 1957.

## Verhaal
Het landelijke Frankrijk van de jaren vijftig van de twintigste eeuw. 
Dokter Laurent is een dokter van middelbare leeftijd die zijn praktijk in Parijs om gezondheidsredenen opgeeft. In Saint-Martin-Vésubie, een dorpje in het rurale achterland van de Alpes-Maritimes, neemt hij de praktijk over van dokter Bastid die de pensioengerechtigde leeftijd heeft bereikt. Bastid neemt Laurent mee naar zijn patiënten om hem voor te stellen als zijn vervanger.
Algauw komen meerdere mensen op consultatie. Onder hen Francine Payot, een jonge ongehuwde vrouw die hem toevertrouwt dat ze zwanger is. Laurent komt ook in contact met Catherine Loubet die zowel tijdens haar zwangerschap als tijdens haar bevalling veel pijn heeft gehad. 
Kort daarna houdt Laurent in de zaal van het gemeentehuis een conferentie over pijnloos bevallen. Hij kan het vertrouwen winnen van enkele zwangere vrouwen. En zo beginnen de dorpelingen hem te raadplegen voor andere gezondheidsproblemen. Mensen uit de omgeving komen hem ook consulteren. 
Hoe dan ook, Laurent heeft nogal wat stof doen opwaaien, niet alleen gaat zijn naam over de tong, maar andere dokters beschouwen hem als een concurrent en dienen een petitie in bij de Orde der artsen. Waarop die hem oproept, met de bedoeling hem op de rooster te leggen.

## Rolverdeling
| Acteur             | Personage                                               |
| ------------------ | ------------------------------------------------------- |
| Jean Gabin         | dokter Laurent                                          |
| Nicole Courcel     | Francine Payot                                          |
| Silvia Monfort     | Catherine Loubet                                        |
| Henri Arius        | dokter Bastid                                           |
| Lucien Callamand   | meneer Bertrand, de schooldirecteur                     |
| Raymone            | mevrouw Loubet                                          |
| Orane Demazis      | de weduwe Escalin                                       |
| Yvonne Gamy        | mevrouw Bigeot, de conservatieve vroedvrouw             |
| Henri-Jacques Huet | Antonin Escalin                                         |
| Roger Karl         | dokter Guillot                                          |
| Nicole Desailly    | een verpleegster aanwezig bij de bevalling van Francine |
| Paul Bonifas       | meneer Guillaumin, de burgemeester                      |